# Alogenuri alchilici
Gli alogenuri alchilici o alogenuri di alchile sono dei composti organici saturi derivati dagli alcani per sostituzione di un atomo di idrogeno con un atomo di alogeno, aventi formula chimica generale CnH2n+1−X ( X = fluoro, cloro, bromo e iodio), in accordo alla definizione di alchile. Sono parte della classe più ampia degli alogenoalcani (o aloalcani), nei quali più atomi di idrogeno sono sostituiti da altrettanti atomi di alogeno, uguali o diversi. Altre classi analoghe agli alogenuri alchilici sono quelle affini degli alogenuri cicloalchilici (dai cicloalcani); ci sono poi quelle analoghe che derivano da idrocarburi insaturi: alogenuri alchenilici (dagli alcheni), alchinilici (dagli alchini) e quelle importanti degli alogenuri arilici, derivati allo stesso modo da idrocarburi aromatici.
Gli alogenuri di alchile possono essere visti, all'inverso, anche come acidi alogenidrici in cui l'idrogeno acido è stato sostituito da un alchile, con le importanti conseguenze che ne derivano; il cloruro di metile CH3−Cl, rispetto all'acido cloridrico da cui deriva, ad esempio, non è più una molecola acida e non è più una molecola protica, capace cioè di donare un legame idrogeno, mentre conserva la qualità di molecola polare: il suo momento dipolare è μ = 1,86 D, praticamente uguale a quello di H2O; in questo senso sono simili agli esteri nei confronti degli acidi carbossilici o anche solfonici da cui derivano.
Gli alogenuri alchilici sono utili in generale nella sintesi organica e spesso anche come solventi.

## Suddivisioni
Gli alogenuri di alchile, come accade per gli alcoli, possono essere ulteriormente divisi quattro tipi: metilici (CH3−X), primari (RCH2−X), secondari (RR'CH−X) e terziari (RR'R''C−X). In questi lo stato di ossidazione dell'atomo di carbonio unito all'alogeno è diverso ed è, rispettivamente, -2, -1, 0 e +1. Varia anche l'ingombro sterico sullo stesso carbonio, che cresce nella stessa sequenza. Questa suddivisione è importante perché condiziona, seppure a grandi linee, la loro reattività. 

## Reattività generale
La stabilità del carbocatione che si forma per rottura eterolitica del legame C−X aumenta nella stessa sequenza, sia per effetto induttivo +I degli alchili legati a tale carbonio, sia per effetto iperconiugativo. La combinazione di effetti sterici ed elettronici condiziona il tipo delle sostituzioni nucleofile: a parità di altri fattori, le SN1 risultano massimamente favorite per gli alogenuri alchilici terziari, mentre le SN2 per quelli metilici. Inoltre, la facilità con la quale entrambe possono avvenire dipende anche dalla natura dell'alogeno in R−X e aumenta, a parità di altri fattori, dalla polarizzabilità di X, e inversamente dall'energia di legame C−X e dalla basicità dell'anione X−: I > Br > Cl >> F.
Nelle reazioni di eliminazione (E1 e E2), con le quali si ottengono alcheni, sempre a parità di altri fattori e in particolare della forza della base e della temperatura, sono favoriti gli alogenuri terziari per entrambi i tipi, ma una base debole favorisce la E1 rispetto alla E2, per la quale la base partecipa direttamente allo stato di transizione del meccanismo di reazione.
Gli alogenuri alchilici sono le molecole da cui si parte per preparare i reattivi di Grignard (alogenuri di alchil-magnesio):
R−X + Mg   →   R−Mg−X
Altrettanto per la preparazione dei reattivi organolitio (o di alchil-litio):
R−X + Li   →   R−Li
Sono composti utili in generale nella sintesi organica e spesso anche come solventi.

## Nomenclatura IUPAC
La nomenclatura IUPAC degli alogenuri alchilici segue regole simili a quella degli alcani. Gli atomi di alogeno sono considerati come gruppi sostituenti.
CH3-CH2-CH2−Br: 1-bromopropano
CH3
|
CH3-C−Cl: 2-cloro-2-metilpropano (cloruro di t-butile)
|
CH3

## Reazione con metalli
Gli alogenuri alchilici sono di grandissima utilità nella sintesi organica e uno dei loro usi nel laboratorio chimico è quello della reazione con metalli per portare a composti organometallici, soprattutto del litio e del magnesio (ad esempio i reattivi di Grignard). 
La reazione è normalmente effettuata trattando magnesio o litio metallici con una soluzione eterea dell'alogenuro alchilico. 
CH3CH2Cl + Mg (etere) -------> CH3CH2MgCl 
Questa è una reazione eterogenea, avviene quindi sull'interfaccia tra fase solida (magnesio, litio) e liquida (soluzione dell'alogenuro in etere).
Nella preparazione dei reattivi di Grignard, ad esempio, si utilizza magnesio in polvere o limatura. Per la reazione si possono usare bromuri, ioduri e cloruri; tuttavia si utilizzano generalmente i bromuri per l'alto costo degli ioduri e per la bassa reattività dei cloruri. 
La reazione è fortemente esotermica e deve essere condotta in condizioni anidre, per evitare la reazione tra reattivo e acqua, che consuma il reattivo convertendolo nel corrispondente alcano: 
CH3CH2MgBr + H2O ------> CH3CH3 + HOMgBr 
I reattivi di organolitio si preparano allo stesso modo utilizzando litio al posto del magnesio.

## Preparazioni
Gli alogenuri alchilici si possono ottenere da:
- alcheni e alchini per addizione di un idracido HX; l'attacco elettrofilo dell'idrogeno è seguito dall'attacco dell'alogeno;
- alcoli per reazione con SOCl2; il cloruro di tionile agisce come disidratante promuovendo un attacco nucleofilo intramolecolare del cloro portando complessivamente alla formazione dell'alogenuro alchilico e alla liberazione di SO2 gassosa;
- alcani, in questo caso le reazioni sono meno generalizzabili, anche a causa di una certa componente regioselettiva, ma in genere si fanno reagire a caldo un alcano e un alogeno e si ottiene un alogenuro più un idracido H-X.

Infine si possono ottenere alogenuri arilici mediante sostituzione elettrofila da idrocarburi aromatici.